# 21 Batalion Piechoty
21 Batalion Piechoty (21 bp) – pododdział piechoty Polskich Sił Zbrojnych na Zachodzie.

## Formowanie i zmiany organizacyjne
Zwiększone po bitwie o Monte Cassino zapotrzebowanie na wyszkolonych żołnierzy-specjalistów w szeregach walczących oddziałów, spowodowało zapotrzebowanie na zwiększoną bazę szkoleniową. Na podstawie rozkazu dowódcy 2 Korpusu Polskiego, od dnia 21 czerwca do 6 lipca 1944 roku, w składzie 7 Brygady Piechoty 7 Dywizji Piechoty w San Basilio utworzono 21 batalion piechoty w składzie; dowództwo batalionu, kompania dowodzenia i 4 kompanii strzeleckich. Zadaniem batalionu było szkolenie uzupełnień specjalistów dla piechoty i prowadzenie szkolenia podstawowego dla oddziałów pozadywizyjnych 2 KP, których to ochotników pozyskiwano między innymi z Obozu Przejściowego Jeńców "Jolanda" oraz ochotników z oddziałów partyzanckich z Francji i terenu Bałkanów. 21 batalion jesienią i zimą 1944 r. szkolił żołnierzy z zakresu podstawowego dla tworzonego 2 batalionu komandosów, rozbudowywanych jednostek artylerii, broni pancernych i kawalerii pancernej. Przed ofensywą wiosenną 1945 roku tj. bitwy o Bolonię cały 21 batalion piechoty, 9 kwietnia 1945 r. został przegrupowany do Forli, a potem w okolice Bolonii. Do 2 maja 1945 r. przekazał cały stan szeregowych walczącym na froncie batalionom, a kadra 21 maja powróciła do San Basilio i ponownie odtworzyła cały stan batalionu. W okresie pobytu we Włoszech batalion szkolił żołnierzy, pełnił funkcje okupacyjne oraz prowadził sukcesywną demobilizację żołnierzy. W okresie od września do grudnia 1946 roku został przetransportowany do Wielkiej Brytanii, gdzie prowadził dalszą demobilizację oraz przystosowywał żołnierzy do życia w cywilu. Został rozwiązany w kwietniu 1947 roku

## Żołnierze batalionu
Dowódcy batalionu
- ppłk Sylwester Krasowski (6 VII – 1 VIII 1944)[4]
- mjr Antoni Piotrowski[1]

Zastępcy dowódcy batalionu
- mjr Antoni Piotrowski[4]
- kpt. Zygmunt Waligórski[1]